# ギルガメシュ (小惑星)
ギルガメシュ (1812 Gilgamesh) は、小惑星帯の小惑星。パロマー天文台のトム・ゲーレルスとライデン天文台のファン・ハウテン夫妻が発見した。
古代メソポタミアの叙事詩に登場する伝説的な王にして英雄のギルガメシュにちなんで名づけられた。